# Elizabeth Pisani
Elizabeth Pisani (ur. 1964) – amerykańska epidemiolog, dziennikarka, dyrektor Ternyata Ltd., brytyjskiej firmy konsultingowej zajmującej się zdrowiem publicznym. Jej badania poruszają wpływ polityki, gospodarki i kultury na zdrowie publiczne. Jej obecna działalność naukowa koncentruje się na badaniu sił napędzających rynki leków niespełniających norm i sfałszowanych. W przeszłości prowadziła szeroko zakrojone badania nad HIV. Jej dorobek obejmuje nie tylko prace naukowe, ale także publikacje na temat Indonezji oraz HIV.  Jej książka Indonesia Etc.: Exploring the Improbable Nation („Indonezja itd. Studium nieprawdopodobnego narodu”), jest regularnie przytaczana jako jedna z najlepszych książek omawiających ten kraj. Książkę The Wisdom of Whores: Bureaucrats, Brothels and the Business of AIDS oraz wykład TED Sex, drugs, and HIV – let's get rational poświęciła problematyce wpływu polityki, religii i kultury na podejmowanie decyzji w kwestii zwalczania HIV.